# Åke Andersson (fotbollsspelare, 1906–1982)
Åke Ragnar Andersson, född 18 augusti 1906 i Eskilstuna, död 19 mars 1982 i Eskilstuna, var en svensk fotbollsspelare.
Andersson representerade på klubbnivå IFK Eskilstuna (1924–1927), Djurgårdens IF (1927) och sedan IFK Eskilstuna igen (1928–1938). Han spelade år 1930 en A-landskamp (1 mål) för Sverige.